# 貝田駅
貝田駅（かいだえき）は、福島県伊達郡国見町貝田字竹ノ根にある、東日本旅客鉄道（JR東日本）東北本線の駅である。福島県最北端の駅である。

## 歴史
- 1922年（大正11年）6月5日：貝田信号場として開設[3]。
- 1952年（昭和27年）6月10日：駅に昇格し、貝田駅が開業[3][4]。
- 1984年（昭和59年）
  - 2月1日：荷物の扱いを廃止[3]。
  - 12月1日：無人化[5]。
- 1987年（昭和62年）4月1日：国鉄の分割民営化により、東日本旅客鉄道の駅となる[3]。
- 2009年（平成21年）3月14日：ICカード「Suica」の利用が可能となる[6]。
- 2024年（令和6年）10月1日：えきねっとQチケのサービスを開始[1][7]。

## 駅構造
相対式ホーム2面2線を有する地上駅である。互いのホームは跨線橋で連絡している。
福島統括センター（福島駅）管理の無人駅である。構内には乗車駅証明書発行機（精算機対応）、簡易Suica改札機、待合室、トイレ、自動販売機（飲料）がある。

### のりば
| 番線 | 路線      | 方向 | 行先     |
| ---- | --------- | ---- | -------- |
| 1    | ■東北本線 | 上り | 福島方面 |
| 2    | ■東北本線 | 下り | 白石方面 |

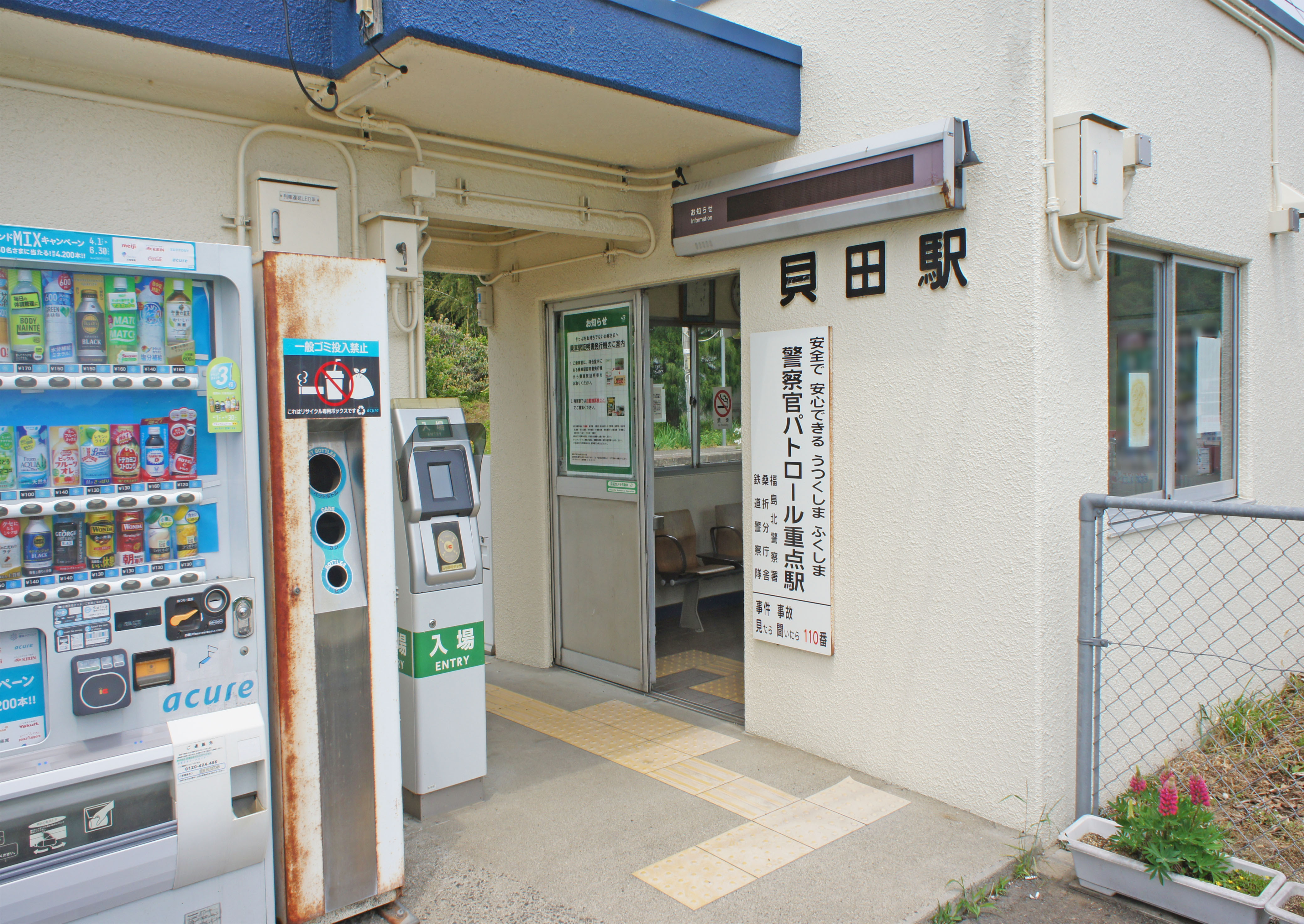
改札口（2022年5月）
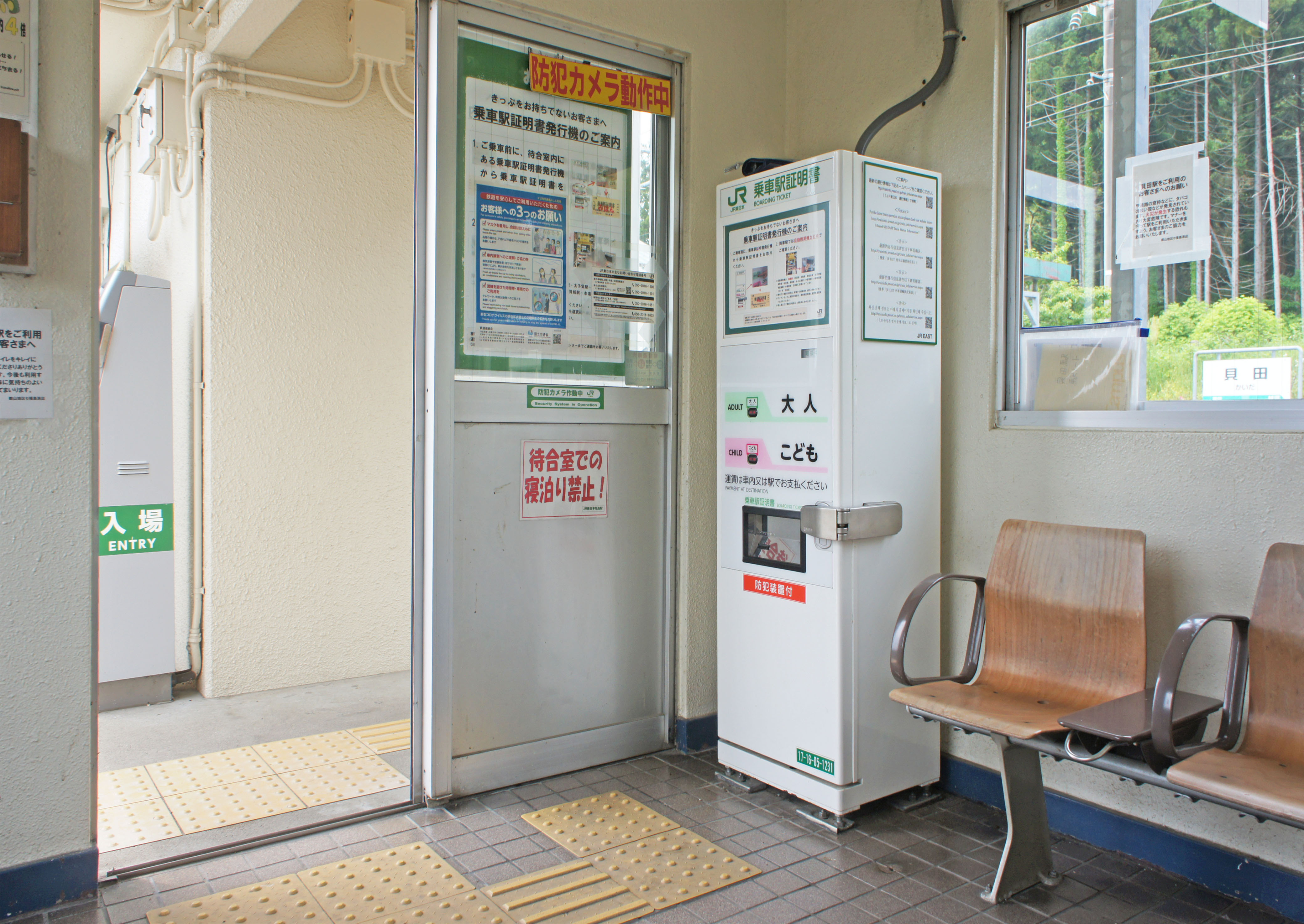
待合室（2022年5月）
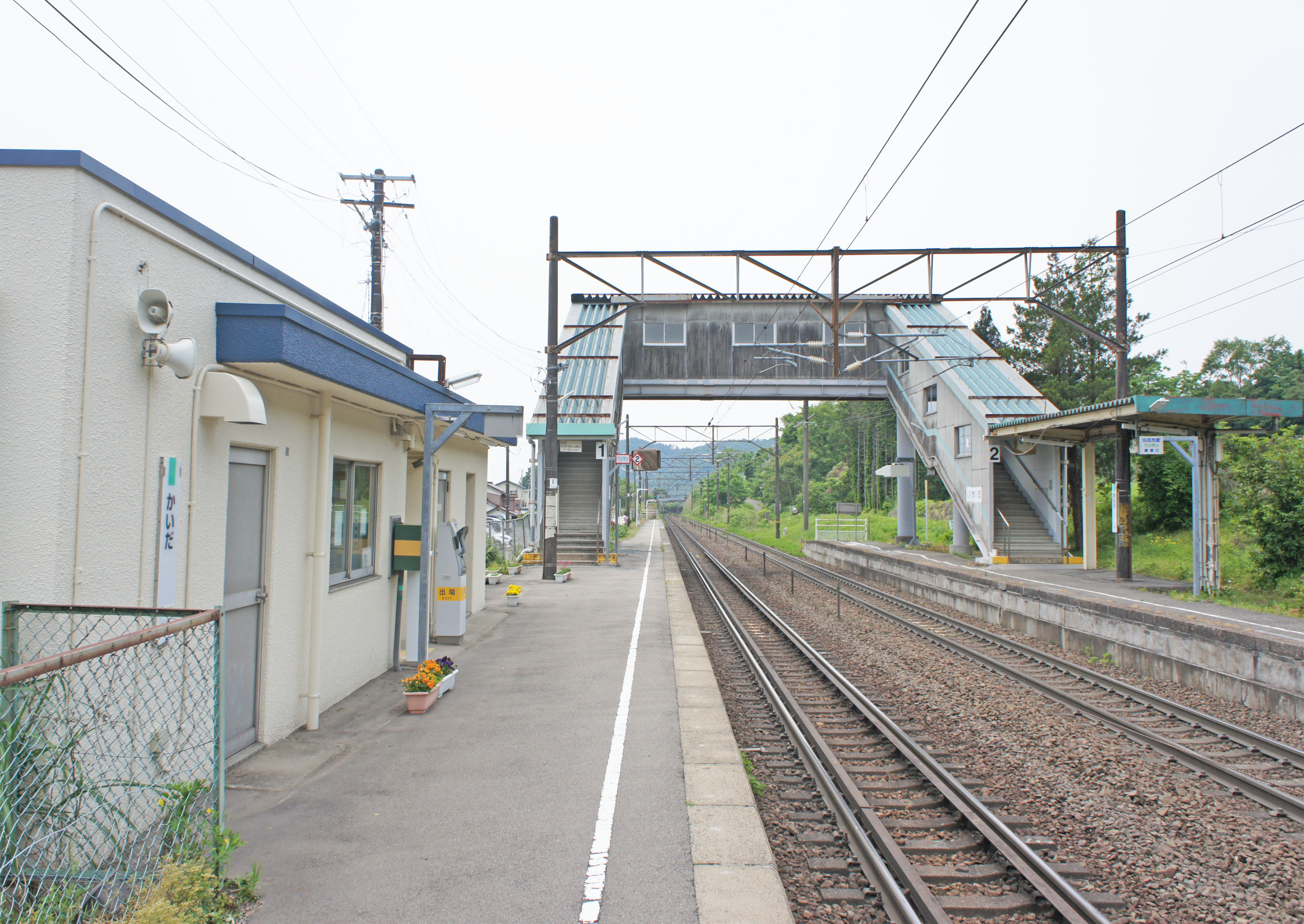
ホーム（2022年5月）

## 利用状況
「福島県統計年鑑」によると、2000年度（平成12年度）- 2004年度（平成16年度）の1日平均乗車人員の推移は以下のとおりであった。
| 乗車人員推移       | 乗車人員推移     | 乗車人員推移 |
| 年度               | 1日平均 乗車人員 | 出典         |
| ------------------ | ---------------- | ------------ |
| 2000年（平成12年） | 115              | [ 福島県 1 ] |
| 2001年（平成13年） | 104              | [ 福島県 2 ] |
| 2002年（平成14年） | 90               | [ 福島県 3 ] |
| 2003年（平成15年） | 82               | [ 福島県 4 ] |
| 2004年（平成16年） | 79               | [ 福島県 5 ] |

## 駅周辺
信号場として開業したこともあり、駅前も広場といえるほどの場所はない。
- ENEOS（オカダ石油ガス貝田SS）
- 奥州街道貝田宿
- 国見峠
- 福島・宮城県境
- ワークジャパンゴルフ倶楽部 国見コース
- 福島北警察署大木戸駐在所（国道と県道の交点附近）
- 東北自動車道 国見サービスエリア
- 福島県道321号大枝貝田線
- 国道4号
- 牛沢川

## 隣の駅
東日本旅客鉄道（JR東日本）
■東北本線
藤田駅 - 貝田駅 - 越河駅